# Corso Como
A Corso Como é uma marca de calçados e acessórios brasileira, regida pela empresa Strada Shoe LTDA. de Campo Bom – RS.

## História
Nascida em 2005, foi comercializada inicialmente em solo norte-americano, onde ganhou prestígio através de grandes clientes de vendas online como Zappos, Piperlime, Nordstrom, Endless, Shoes.com, Amazon.com, Barefoottess, Heels.com, Bloomingdale’s entre outros.
Em 2007, já consagrada no exterior, a Corso Como foi trazida para o Brasil através de uma loja conceito, situada nos Jardins em São Paulo-SP.
Um ano após a abertura da primeira loja-conceito paulistana, que conta também com Showroom para atendimento a clientes multimarcas, a Corso Como abre sua segunda loja conceito, localizada no BarraShopping Sul em Porto Alegre, que é fechada em outubro de 2009.

## Parcerias
Em 2008 a marca de sapatos Corso Como faz parceria com o estilista Lino Villaventura, desenvolvendo modelos para duas coleções - Inverno 2008 e Verão 2009 ambas desfiladas no São Paulo Fashion Week.
Em 2009, muda de parceria e passa a desenvolver coleções mais comerciais ao lado da estilista Isabella Giobbi - Inverno 2009, Verão 2010 e a atual, Inverno 2010 - todas com a marca Corso Como por Isabella Giobbi.
Ainda em 2009 firma mais uma parceria, desta vez com o estilista Reinaldo Lourenço, que desenvolve duas coleções por estação – uma comercial e uma para seu desfile no São Paulo Fashion Week – ambas intituladas Corso Como por Reinaldo Lourenço. A parceria já dura duas estações – Verão 2010 e Inverno 2010.
Para o Inverno 2010, a Corso Como conta também com a coleção Corso Como por Selmar Pereira, estilista da Corso Como EUA que emprega seu estilo pessoal na coleção que leva seu nome.
Nos EUA, as coleções dos estilistas brasileiros formam uma única coleção chamada Diamond Collection, que recebe embalagem especial e é tratada como artigo de alto luxo.

## São Paulo Fashion Week
A Corso Como participou de quatro temporadas do São Paulo Fashion Week através de parcerias com estilistas que desfilam no evento:
Inverno 2008 – Corso Como por Lino Villaventura 
Verão 2009 – Corso Como por Lino Villaventura
Verão 2010 – Corso Como por Reinaldo Lourenço
Inverno 2010 - Corso Como por Reinaldo Lourenço

## Loja Conceito

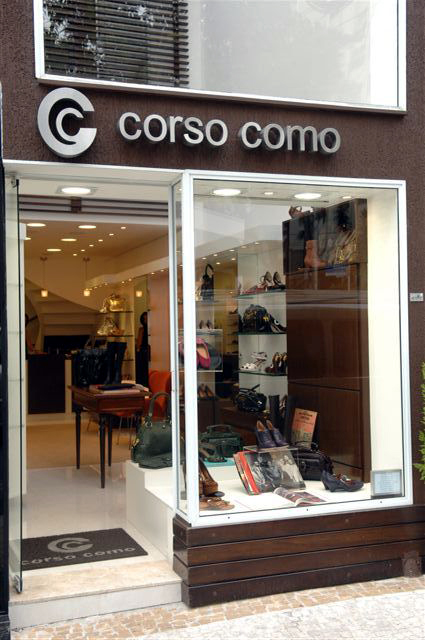
Loja conceito Corso Como no Jardins. Endereço: Alameda Lorena, 1655, Casa 2, Bairro Jardins, São Paulo - SP. Tel.: (11) 3062 8021

A Corso Como possui uma loja conceito onde transmite todas suas singularidades em um ambiente agradável, priorizando o conforto dos clientes para deixá-los a vontade enquanto escolhem seus sapatos e acessórios de alto luxo.

## Mapa
ACESSE O MAPA AQUI

## Materiais
A marca de sapatos Corso Como utiliza materiais amplamente selecionados, procurando assim, assegurar o DNA da marca que já é conhecido nos EUA. Todos os materiais utilizados contam também com o cuidado de serem o mais naturais e menos poluentes possível.
Solado: Todo em couro, garantindo assim a flexibilidade e o conforto, com processos de curtimento exclusivos que adicionam um visual refinado ao sapato. Naturalmente tratado,o couro conserva pequenas vaiações de cor, portanto, cada solado tem uma beleza única e rústica. Apenas os sapatos de coleções especiais é que ganham pintura colorida na sola, para a diferenciação entre coleções.
Forro: Os sapatos Corso Como recebem um couro super macio como forro, desenvolvido com objetivo de deixar os pés respirarem, reduzindo a umidade e evitando a proliferação de bactérias. O caramelo é a cor clássica dos forros Corso Como, mas assim como os solados, os forros das coleções dos estilistas parceiros também recebem cores especiais.
Componentes Internos: Conta com um sistema especial de conforto com géis, espumas e outros artifícios que garantem o conforto responsável por seu sucesso no exterior. Como a base de seus calçados é responsável por sua estabilidade, longevidade e conforto, a Corso Como toma cuidados especiais para utilizar os materiais com mais alto nível de qualidade na produção de cada um dos componentes.

## Sistema de Conforto

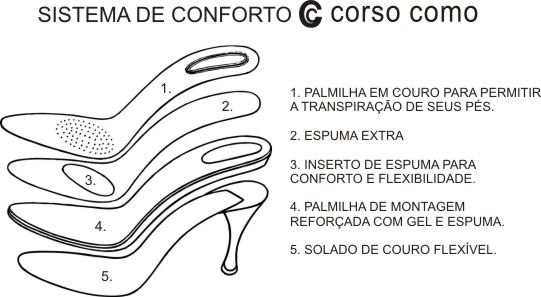

## Responsabilidade Socioambiental
Na onda das empresas ecologicamente corretas, a marca de sapatos Corso Como investiu certeiramente em um código de conduta que visa minimizar os impactos no meio ambiente e promover o respeito às leis e princípios básicos da sociedade durante a fabricação de seus produtos.
Meio Ambiente: A Corso Como  está comprometida em proteger o meio ambiente, através da utilização de papéis recicláveis em todas as suas embalagens. Com esta atitude, está ajudando a salvar cerca de 2.000 árvores por ano.”

## Código de Conduta
A Strada Shoe, empresa que gere a marca Corso Como, está comprometida em conduzir seus negócios de acordo com padrões éticos e dentro das leis. Esperamos que nossas fábricas conduzam seus negócios da mesma forma. Esta é uma das condições que as fábricas devem satisfazer para efetuarem negócios com a Strada Shoe.
Trabalho Infantil: A fábrica não poderá contratar nenhum funcionário com idade inferior ao permitido por lei, ou seja, 16 anos. A fábrica deve obedecer as leis, códigos, normas e regulamentos.
Salário e Benefícios: A fábrica oferecerá compensação aos funcionários através de salário e benefícios mínimos exigidos por lei.
Horário de Trabalho: A fábrica manterá um horário razoável de horas de trabalho de acordo com as leis de trabalho locais. 
Trabalho Forçado: A fábrica não poderá utilizar o trabalho de prisioneiros, condenados e nem trabalho forçado.
Saúde e Segurança: A fábrica terá que prover ao seus empregados, condições de trabalho seguras e saudáveis.
Ambiente de Trabalho: A fábrica deverá ter um ambiente de dignidade e respeito, livre de atitudes abusivas e hostis com os funcionários.
Liberdade de Associação: A fábrica deverá dar o direito aos seus funcionários de estabelecerem e participarem de associações de classe de escolha própria, sem serem penalizados por exercerem os seus direitos de forma não violenta.
Inspeções nas Fábricas/ Ações Corretivas: A fábrica deverá permitir que a Strada Shoe conduza inspeções periódicas em suas instalações para a verificação do cumprimento das políticas e código de conduta. Se a Strada determinar que a fábrica de alguma forma violou as normas, poderá encerrar suas relações de negócios, ou requerer que a fábrica implemente um plano de ações corretivas.

## Para Melhor Cuidar dos Calçados
Como a ventilação é primordial para manter as características naturais do couro, a Corso Como desenhou especialmete para seus calçados, uma caixa que permite que o calçado respire. Para melhor proteger os calçados Corso Como, recomenda-se que eles sejam sempre guardados em suas próprias caixas.
Se o calçado estiver molhado, é preciso deixá-lo secar totalmente, de maneira natural, antes de colocá-lo de volta na caixa.
Para limpeza, pode-se utilizar de uma flanela seca e um limpador de couro não siliconado.